# Cassia pinnata
Espèce
Synonymes
- Cassia elegans Voigt[1]

Cassia pinnata est une espèce de plantes à fleurs de la famille des Fabaceae.